# Bebearia ducalis
Bebearia ducalis är en fjärilsart som beskrevs av Karl Grünberg 1912. Bebearia ducalis ingår i släktet Bebearia och familjen praktfjärilar. Inga underarter finns listade i Catalogue of Life.

## Bildgalleri

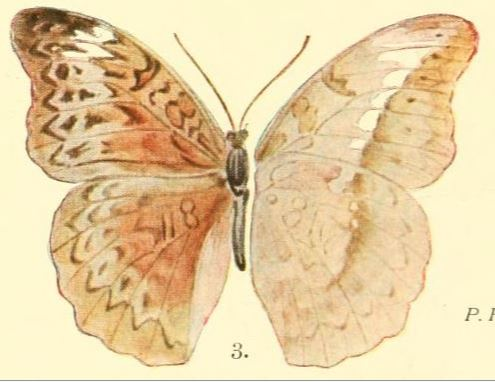